# Борешино
Борешино — деревня в Смоленском районе Смоленской области России. Входит в состав Кощинского сельского поселения. Население — 36 жителей (2007 год).
Расположена в западной части области в 16 км к юго-востоку от Смоленска, в 4 км восточнее автодороги А141 Орёл — Витебск. В 5 км севернее деревни расположена железнодорожная станция Тычинино на линии Смоленск — Рославль. Согласно списку населенных мест Смоленской губернии по сведениям 1859 год стоит по правую сторону от Рославльского старого тракта.

## История
В годы Великой Отечественной войны деревня была оккупирована гитлеровскими войсками в июле 1941 года, освобождена в сентябре 1943 года.